# Streptanthus tortuosus
Streptanthus tortuosus là một loài thực vật có hoa trong họ Cải. Loài này được Kellogg miêu tả khoa học đầu tiên năm 1863.